# فاطمة إسماعيل (ممثلة)
فاطمة إسماعيل، (مواليد 5 مايو 1955 ) ، ممثلة بحرينية. دخلت التمثيل بمساعدة ابنتها الممثلة شيماء سبت، وهي والدة الممثلات شيماء وشذى وأبرار وشيلاء سبت.

## أعمالها

### من المسلسلات
- عجايب زمان.
- العولمة.
- نيران.
- السديم.
- عويشة.
- القناص.
- لحظة ضعف.
- الساكنات في قلوبنا.
- ليلى.

## روابط خارجية
- فاطمة إسماعيل على موقع قاعدة بيانات الأفلام العربية